# Fred R. Zimmerman
Fred R. Zimmerman, född 20 november 1880 i Milwaukee, Wisconsin, död 14 december 1954 i Milwaukee, Wisconsin, var en amerikansk politiker. Han var guvernör i delstaten Wisconsin 1927-1929.
Zimmerman arbetade bland annat som bokhållare på ett företag inom timmerbranschen och som avdelningschef på Nash Motor Company. Han var ledamot av Wisconsin State Assembly, underhuset i delstatens lagstiftande församling, 1909-1910. Zimmerman var en framstående progressiv republikan i Wisconsin. Han vann 1926 års guvernörsval mot demokraten Virgil H. Cady. I guvernörsvalet 1928 nominerade republikanerna Walter J. Kohler som efterträdde Zimmerman som guvernör i januari 1929.
Zimmerman var delstatens statssekreterare (Wisconsin Secretary of State) 1923-1927 och på nytt från 1939 fram till sin död. Även sonen Robert C. Zimmerman var en långvarig statssekreterare i Wisconsin, 1957-1975.